# I Biskitts
I Biskitts (The Biskitts) è una serie televisiva animata prodotta da Hanna-Barbera. La serie è stata trasmessa per la prima volta negli anni 1983-1984 sul canale statunitense CBS, in seguito venne trasmessa nei canali televisivi europei e asiatici.

## Trama
La serie con protagonisti un gruppo di cani che vivono in un canile, sotto il controllo di una donna e dei suoi gatti, e che avevano una base segreta supertecnologica nei sotterranei.

## Diffusione
la serie è stata trasmessa anche in Italia, prima su RaiUno, in seguito su Boomerang e Boing

## Doppiaggio
| Nome del personaggio | Doppiatore originale | Doppiatore italiano                             |
| -------------------- | -------------------- | ----------------------------------------------- |
| Waggs                | Darryl Hickman       | Roberto Del Giudice                             |
| Lady                 | B.J. Ward            | ?                                               |
| Scat                 | Dick Beals           | Isa Di Marzio                                   |
| Sweet                | Kathleen Helppie     | Monica Ward (1ª voce) Laura Boccanera (2ª voce) |
| Spinner              | Bob Holt             | ?                                               |
| Bump                 | Bob Holt             | ?                                               |
| Shiner               | Jerry Houser         | Marco Guadagno                                  |
| Flip                 | Bob Holt             | ?                                               |
| Scratch              | Peter Cullen         | ?                                               |
| Fang                 | Peter Cullen         | ?                                               |
| Fetch                | Ken Mars             | ?                                               |
| Dogfoot              | Peter Cullen         | ?                                               |
| Mooch                | Marshall Efron       | ?                                               |
| Re Max               | Ken Mars             | Paolo Buglioni                                  |
| Shecky               | Kip King             | Maurizio Reti                                   |
| Wiggle               | Jennifer Darling     | ?                                               |
| Downer               | Henry Gibson         | ?                                               |
| Snarl                | Ken Mars             | ?                                               |